# Eggert Jónsson
Pour les articles homonymes, voir Jónsson.
Eggert Jónsson est un footballeur islandais né le 18 août 1988 à Reykjavik qui évolue  au poste de milieu défensif ou de défenseur central au FH Hafnarfjörður.

## Biographie

### En club
Ancien grand espoir du football islandais, faisant partie de la même génération que Gylfi Sigurdsson, Kolbeinn Sigthorsson, Jóhann Berg Guðmundsson, Birkir Bjarnason et Alfred Finnbogason, il se retrouve à l'été 2014 sans club et blessé, après avoir mis un terme à son contrat avec le club portugais de Belenenses.
De nouveau opérationnel en janvier 2015, il s'engage jusqu'à la fin de la saison avec le club danois du FC Vestsjælland. S'il ne peut sauver son club de la relégation, il l'aide néanmoins à atteindre la finale de la Coupe du Danemark. Mais Vestsjælland s'incline en prolongations face au FC Copenhague, second du championnat.
Ne souhaitant pas évoluer en seconde division danoise, il rejoint le 8 juillet 2015 Fleetwood Town, club anglais évoluant en League One.
Le 31 janvier 2017, il rejoint SønderjyskE.

### En sélection
Eggert est partie intégrante de l'Islande espoirs qui parvient à se qualifier pour l'Euro espoirs 2011. C'est la première fois qu'une sélection islandaise se qualifie pour un tournoi UEFA. Les jeunes insulaires ne parviennent cependant pas à franchir le premier tour de l'Euro danois.
Avec les A, il est sélectionné dès novembre 2007. Sa dernière cape, la dix-neuvième, remonte à octobre 2012, lors d'un match comptant pour les éliminatoires de la Coupe du monde 2014.

## Palmarès
- Vainqueur de la coupe du Danemark en 2020 avec le SønderjyskE.